# ННИИТО имени Я. Л. Цивьяна
Новосибирский научно-исследовательский институт травматологии и ортопедии имени Я. Л. Цивьяна — медицинская организация, занимающаяся диагностикой и лечением заболеваний опорно-двигательного аппарата, а также научной деятельностью, связанной с проблемами этих заболеваний. Основан в 1946 году. Расположен в Центральном районе Новосибирска.

## Название
Научно-исследовательскому институту присвоено имя Я. Л. Цивьяна, известного советского хирурга и ортопеда-травматолога, основоположника советской школы вертебрологии.

## История
Датой создания ННИИТО считается 9 апреля 1946 года, приказом Минздрава РСФСР № 141-а от 6.4.1946 открывается НИИ ВОСХИТО. Базой для основания института стал эвакогоспиталь № 1239, располагавшийся в здании книготоргового техникума на ул. Фрунзе, 17.
Первое десятилетие институт осуществлял хирургическую реабилитацию людей, получивших различные ранения в годы войны. Научные исследования тех лет носили исключительно прикладной характер. В это время в институте работали такие известные хирурги как Г. Л. Эпштейн, Л. Г. Школьников, Ф. И. Машанский, доцент С. И. Кутновский и т. д. С первых лет функционирования учреждения здесь работали Я. Л. Цивьян и К. И. Харитонова, будущая директор института.
В 1957 году НИИ ВОСХИТО переименовывают в Новосибирский НИИ травматологии и ортопедии. В этом же году при институте учреждается межобластной центр по борьбе с полиомиелитом для Западной Сибири.
История института 1960-х годов связана с двумя известными заслуженными деятелями науки РСФСР: директор института, профессор Ксения Ивановна Харитонова, основывает в эти годы научную школу нейрохирургов, а профессор Я. Л. Цивьян — школу хирургов-вертебрологов.
В 1973 году основан центр по борьбе с детским калечеством.
В 1987 году при институте появляется республиканский вертебрологический центр, который в 1999 году был переименован в Центр патологии позвоночника МЗ РФ.
В 2012 году ННИИТО получает статус референтной клиники AOSpine и входит в Европейскую региональную сеть центров AOSpine.
В 2015 году в ННИИТО впервые в России был имплантирован эндопротез из нанокерамики отечественного производства.

## Структура
Структуру института формируют клинические, научные и лечебно-диагностические подразделения. 

### Клинические отделения
Клиника детской и подростковой вертебрологии — отделение, занимающееся лечением всех видов деформаций позвоночника. Здесь проводят лечение врожденных деформаций позвоночника, прогрессирующего сколиоза подростков, тяжелых форм идиопатического сколиоза, кифоза на почве болезни Шойермана, сколиозов на почве нейрофиброматоза, инфантильных и ювенильных сколиозов, паралитических сколиозов.
Клиника детской ортопедии — отделение, выполняющее хирургические вмешательства детям и подросткам с врожденными или приобретенными патологиями опорно-двигательной системы, рецидивами, посттравматическими дефектами и деформациями вследствие хирургических операций и т. д. Клиника получила большой опыт в борьбе с последствиями полиомиелита и в лечении пациентов, страдающих детским церебральным параличом. Одно из перспективных направлений клиники — лечение эквино-плано-вальгусной деформации стоп детей и подростков.
Клиника травматологии и позвоночно-спинномозговой травмы — клиника, основными направлениями которой являются диагностика и хирургические вмешательства при деформациях и повреждениях позвоночника, спинного мозга и конечностей. Помощь оказывается детям от 12 лет и взрослым больным. В год клиника осуществляет более 700 операций позвоночника, спинного мозга и конечностей.
Клиника эндопротезирования и эндоскопической хирургии суставов — отделение, занимающееся хирургическим лечением ортопедических заболеваний (в основном патологией суставов). В состав клиники входят следующие подотделы: отделение эндопротезирования тазобедренного сустава и осложнений эндопротезирования суставов, отделение эндопротезирования коленного сустава, отделение эндоскопической хирургии суставов, отделение хирургии суставов верхней конечности, отделение хирургии стопы и голеностопного сустава.
Клиника нейровертебрологии — отделение, оказывающее плановую хирургическую помощь людям с дегенеративными болезнями позвоночника. В год осуществляется около 1200 хирургических операций позвоночника.
Клиника нейрохирургии — клиника, созданная в 1950 году. Является одной из самых старых на территории Сибири. Занимается вопросами нейроонкологии. Основные направления лечения: опухоли головного мозга, опухоли основания черепа, опухоли хиазмально-селлярной области, опухоли спинного мозга и позвоночника, врожденная и приобретённая водянка головного мозга, аномалия Арнольда-Киари, сирингомиелия, патология периферической нервной системы, опухоли орбиты, дефекты костей черепа (включая дефекты лицевого скелета).
Служба анестезиологии и реанимации — отделение в состав которого входят: отделение анестезиологии и реанимации, отделение реанимации и интенсивной терапии.
Отделение восстановительного лечения — отделение, занимающееся консультативной помощью и проведением консервативной терапии. В его состав входят: кабинеты физиотерапии, залы лечебной физкультуры, кабинеты массажа.

### Научные подразделения
- диссертационный совет
- учёный совет
- совет молодых учёных
- ассоциация хирургов-вертебрологов
- лаборатория заготовки и консервации биотканей
- научно-исследовательские подразделения

### Диагностика
- лучевая диагностика
- функциональная диагностика
- клинико-биохимическая лаборатория

## Директора института
- Симон Леонтьевич Шнейдер (1946—1951)
- Метелкин Дмитрий Петрович (1951—1970)
- Ксения Ивановна Харитонова (1970—1986)
- Николай Гаврилович Фомичев (1986—2006)
- Михаил Анатольевич Садовой (2006—2018)
- Кирилова Ирина Анатольевна (c апреля 2018), врио.
- Корыткин Андрей Александрович (и.о. с октября 2019 года, директор с июня 2020 года)